# Mistbænk
En mistbænk er en drivkasse (sml. drivhus) eller et varmebed. "Mist" kommer fra tysk og betyder møg, gødning. En mistbænk er altså en møgbænk; erfaringen havde nemlig vist, at møget udvikler varme, når det bliver lagt ned med et lag dyrkningsjord oven på. Varmen kan udnyttes til at "drive", dvs. dyrke kulturerne til høst tidligere, end det ville lykkes på friland.
Mistbænke er gået af mode, og de fleste foretrækker nu til dags de industrifremstillede koldhuse, men sandheden er, at med lidt håndelag kan der laves de herligste, tidlige afgrøder i en mistbænk såsom kartofler, salater, jordbær osv.
Man skal grave et ca. 80 cm dybt hul og lægge en bund af fiberdug. Dernæst skal der lægges halm eller hø, og derefter skal der 50 cm "møg" eller hestelort i. Dernæst kommer der en fin 30 cm tyk muldjordsbunke på, så er du klar med din mistbænk.
I tilfælde af vinterfrost kan den dækkes med papir eller aviser.